# Nguyễn Xuân Sang
Nguyễn Xuân Sang (sinh 1951) là một sĩ quan cấp cao của Quân đội nhân dân Việt Nam, hàm Thiếu tướng, nguyên Tư lệnh Binh đoàn 15, Anh hùng Lực lượng vũ trang Nhân dân, Anh hùng Lao động thời kỳ Đổi Mới.

## Tiểu sử
- Thiếu tướng Nguyễn Xuân Sang sinh ra ở thôn Nam Thiện, xã Dương Thủy, huyện Lệ Thủy, tỉnh Quảng Bình.
- Ông sinh ra và lớn lên trong một gia đình nông dân nghèo, mẹ mất khi ông mới ba tuổi.

## Kỷ luật
Trong tháng 9 năm 2020, Ủy ban Kiểm tra trung ương quyết định cách chức phó bí thư Đảng ủy Binh đoàn 15 nhiệm kỳ 2010 - 2015 đối với thiếu tướng Nguyễn Xuân Sang - nguyên phó bí thư Đảng ủy, nguyên tư lệnh Binh đoàn 15, vì đã có vi phạm, khuyết điểm trong lãnh đạo, chỉ đạo, tổ chức thực hiện nhiệm vụ sản xuất kinh doanh; mua sắm tài sản, trang thiết bị; thực hiện dự án đầu tư và quản lý, sử dụng đất đai của đơn vị. .